# ヒエロン1世

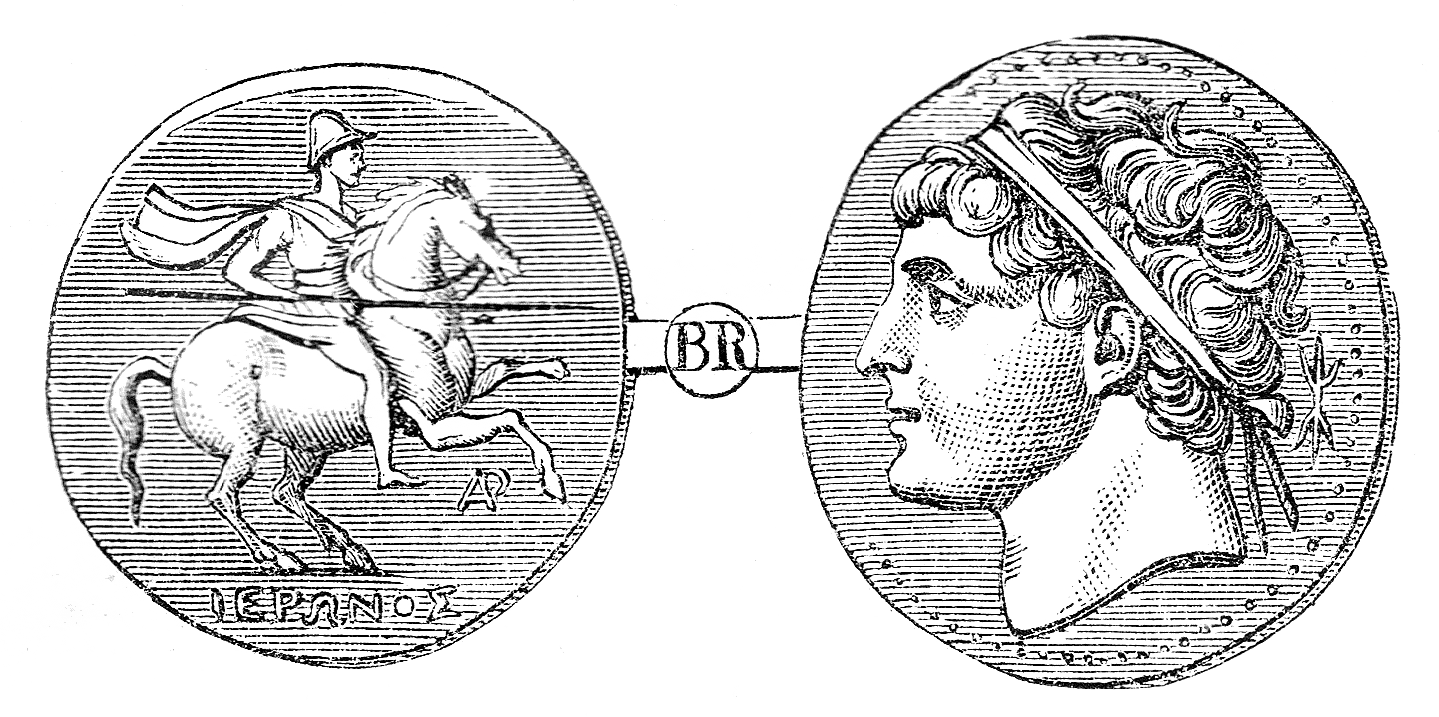
硬貨に描かれたヒエロン1世（右）

ヒエロン1世（ギリシア語: Ιέρων Α΄, 英: Hiero I）は、デイノメネスの息子、ゲロンの弟であり、紀元前478年から紀元前467年までシュラクサイ（現在のシラクサ）を僭主として統治した。彼の治世において、彼はシュラクサイの勢力を大いに高めた。彼は、ナクソス（現在のジャルディーニ＝ナクソス）やカタナ（現在のカターニア）からレオンティノイ（現在のレンティーニ）に住民を移住させてカタナにはドーリア人を居住させ、アクラガス（現在のアグリジェント）と同盟を結び、レギオン（現在のレッジョ・ディ・カラブリア）の僭主アナクシラスと敵対するロクリア人を受け入れた。
彼の最も重要な軍事的功績は、紀元前474年のクマイの戦いでエトルリアを破り、それによりカンパニアのギリシア人をエトルリア人による支配から守ったことである。この戦争を記念する碑文の彫られた銅の兜（現在は大英博物館に収蔵されている。）がオリンピアに奉納された。
ヒエロン1世の治世は、ギリシアの歴史上初めての秘密警察が創設されたことで特徴付けられるが、彼は文学や文化の進歩的なパトロンであった。詩人シモーニデース、ピンダロス、バッキュリデース、アイスキュロス、エピカルモスや哲学者クセノパネスらは、彼の宮殿で活動した。彼はまた、全ギリシアの運動競技会にも熱心に参加し、馬レースや二輪馬車レースで数々の優勝を果たした。例えば、紀元前470年のデルポイでの二輪馬車レースや紀元前468年のオリンピアでの二輪馬車レースで優勝した。
ヒエロン1世は、紀元前467年にカタナで死去し、その地で埋葬されたが、彼の墓はカタナの元の住人が戻ってきた際に破壊された。シュラクサイにおける僭主制は、彼の死後、わずか1年程度しか続かなかった。